# Rehbach (Ahle)
Der Rehbach ist ein, linker bzw. nordöstlicher Zufluss der Ahle im Stadtgebiet von Uslar im Landkreis Northeim in Südniedersachsen (Deutschland).

## Verlauf
Der Rehbach entspringt im Südostteil des Mittelgebirges Solling. Seine Quelle liegt östlich des Schönenbergs (457,1 m ü. NN) nahe dem Dorf Delliehausen, einem ostnordöstlichen Ortsteil der Kleinstadt Uslar, auf etwa 310 m ü. NN.
Der in überwiegend südwestlicher Richtung verlaufende Rehbach fließt anfangs im Naturpark Solling-Vogler in südlicher Richtung entlang der Kreisstraße 431 durch Delliehausen und dann nach und durch das Uslarer Dorf Volpriehausen, wobei er die östlich gelegenen Hardegser Köpfe passiert. Dort mündet von Südosten, vom Uslarer Dorf Schlarpe kommend, ein auch Rehbach genanntes Fließgewässer ein.
Fortan verläuft der Rehbach westwärts entlang der Grenze des Naturparks, der Bundesstraße 241 und der jenseits davon angelegten Sollingbahn, wobei er durch die Uslarer Dörfer Gierswalde und Bollensen fließt; kurz vor Bollensen verlässt er die Grenze des Naturparks endgültig. Dort mündet, von Norden kommend, der kleine Malliehagenbach ein, und nach dortigem Unterqueren der B 241 ist der Bach von der Sollingbahn überbrückt.
Danach passiert der Rehbach das Uslarer Dorf Allershausen, um kurz darauf – auf seinen letzten Metern etwa nach Süden fließend – direkt oberhalb des Uslarer Dorfs Schoningen auf rund 140 m ü. NN in den dort von Nordwesten heran fließenden Schwülme-Zufluss Ahle zu münden.